# Lustra
Narodni termin za pločice koje prekrivaju kožu ribe, dok je stručni ljuska.